# Генгенбах, Памфилус

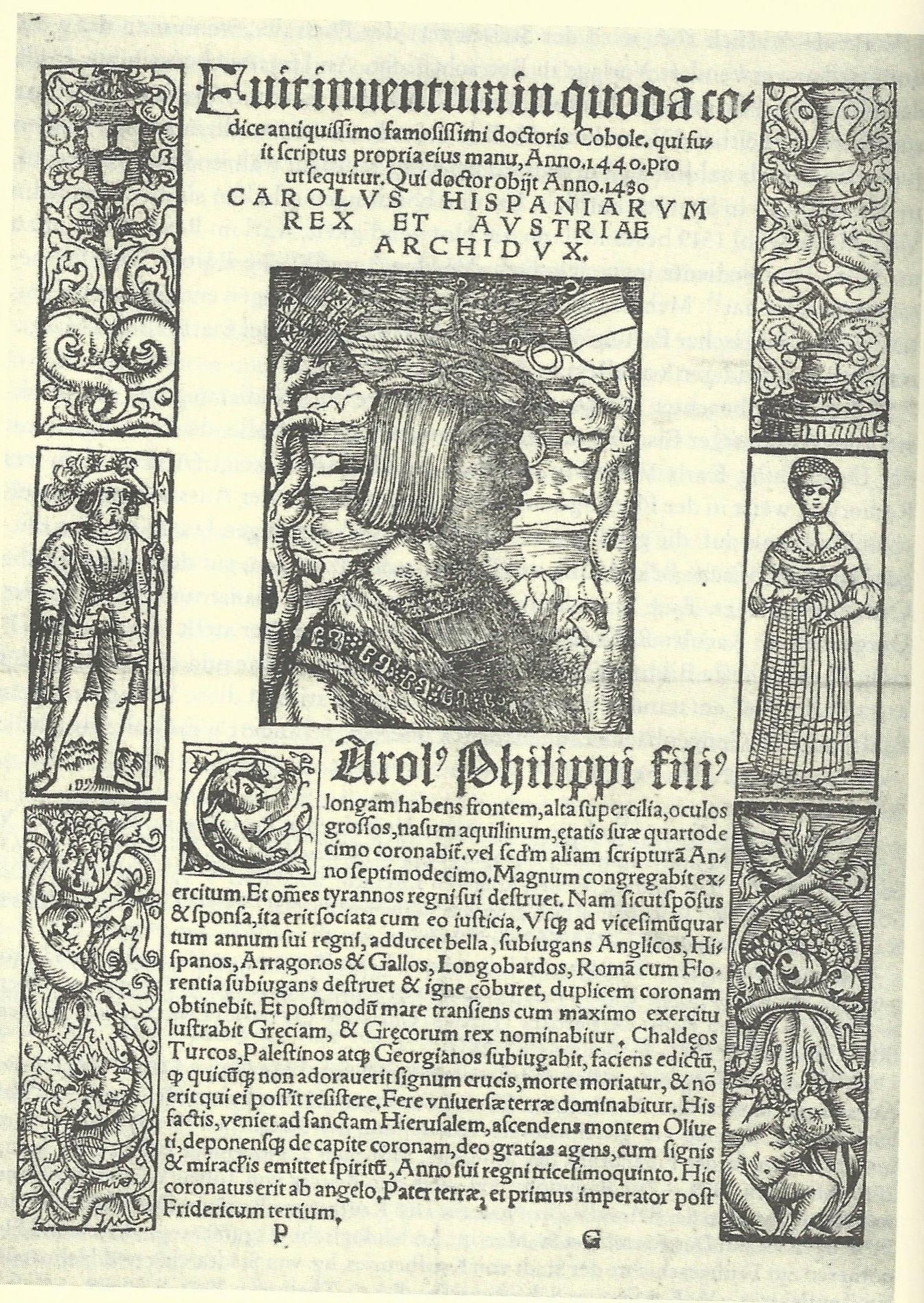
Лист из книги, изданной Памфилусом Генгенбахом. 1519 г.

Памфилус Генгенбах (нем. Pamphilus Gengenbach; около 1480, Нюрнберг — около 1525, Базель) — швейцарский писатель

, типограф, мейстерзингер.

## Биография
Сын Ульриха, печатника из Генгенбаха. Учился типографскому деле в Аугсбурге. Работал печатником вместе с А. Кобергером в Нюрнберге. Переселился в Швейцарию из Германии и поселился в Базеле, где работал печатником и книготорговцем.
С началом Реформации примкнул к ней как создатель тенденциозной протестантской драмы. Будучи мейстерзингером, писал фастнахтшпили, масленичные комедии, сатирические диалоги, брошюры, памфлеты. Его дидактические фастнахтшпили, пропитанные идеями Реформации, являются предшественниками немецкой пьесы.
В аллегорическом представлении «Десять возрастов этого мира» (1515) обличаются присущие человеку пороки. Его диалоги и стихотворные пьесы направлены против католического духовенства («Жалоба на тех, кто поедает мертвецов», постановка 1522, изд. 1523).

## Избранная библиография
- Der welsch Fluß, Gedichte, 1513
- Der Bundschuch, 1514
- Der alt Eidgenoß, Dialog, 1514

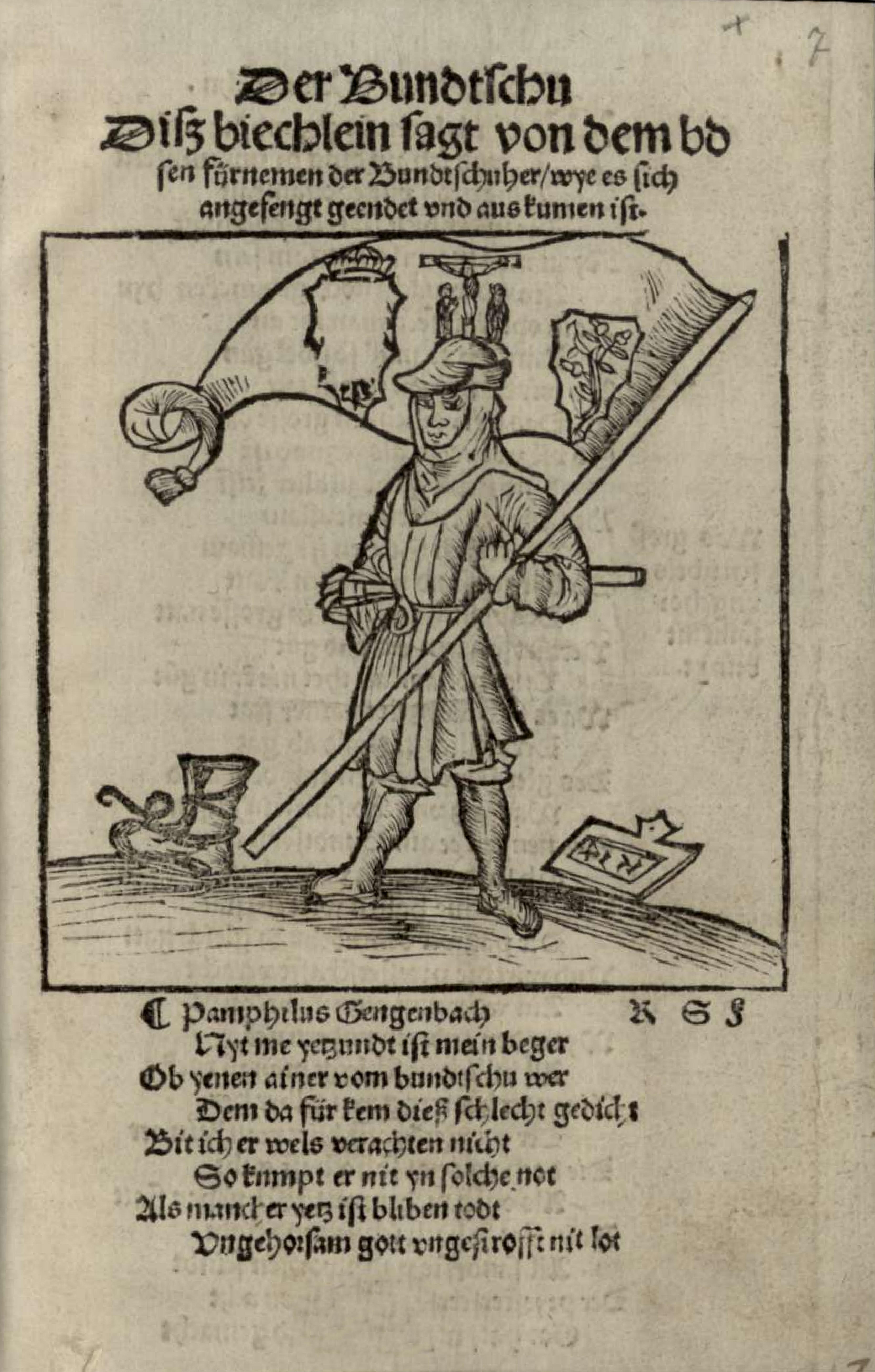
Pamphilus Gengenbach: Der Bundtschu. [Augsburg] 1514

- Die zehn Alter der Welt, Fastnachtspiel, 1515
- Der Nolhart, Fastnachtspiel, 1517
- Die Gouchmatt der Buhler, Fastnachtspiel, 1521
- Klag über die Totenfresser, Dialogsatire, 1521
- Der gestryfft Schwitzer Baur. 1522
- Der evangelisch Burger, 1523
- Novella, 1523